# Acrotomodes bola
Acrotomodes bola är en fjärilsart som beskrevs av Druce 1892. Acrotomodes bola ingår i släktet Acrotomodes och familjen mätare. Inga underarter finns listade i Catalogue of Life.